# Liste der Bodendenkmäler in Lachen (Schwaben)
Auf dieser Seite sind die Bodendenkmäler in der schwäbischen Gemeinde Lachen zusammengestellt. Diese Tabelle ist eine Teilliste der Liste der Bodendenkmäler in Bayern. Grundlage ist die Bayerische Denkmalliste, die auf Basis des Bayerischen Denkmalschutzgesetzes vom 1. Oktober 1973 erstmals erstellt wurde und seither durch das Bayerische Landesamt für Denkmalpflege geführt wird. Die folgenden Angaben ersetzen nicht die rechtsverbindliche Auskunft der Denkmalschutzbehörde.

## Bodendenkmäler der Gemeinde

### Bodendenkmäler in der Gemarkung Lachen
| Lage              | Objekt | Akten-Nr.     | Bild                    |
| ----------------- | --- | ------------- | ----------------------- |
| Lachen (Standort) | Burgstall des Mittelalters, abgegangene Kapelle der frühen Neuzeit. Siehe auch: Burgstall, Mittelalter                                                               | D-7-8027-0021 | Burgstall D-7-8027-0021 |
| Lachen (Standort) | Grabhügel der Hallstattzeit. Siehe auch: Hügelgrab, Hallstattzeit | D-7-8027-0022 |                         |
| Lachen (Standort) | Frühneuzeitliche Befunde im Bereich des ehemaligen Schlosses in Hetzlinshofen. Siehe auch: neuzeit                                                                   | D-7-8027-0095 |                         |
| Lachen (Standort) | Mittelalterliche und frühneuzeitliche Befunde im Bereich der Evang.-Reform. Filialkirche St. Afra in Theinselberg. Siehe auch: St. Afra (Theinselberg), Theinselberg | D-7-8027-0097 | weitere Bilder          |
| Lachen (Standort) | Mittelalterliche und frühneuzeitliche Befunde im Bereich der Evang.-Reform. Pfarrkirche in Herbishofen. Siehe auch: Pfarrkirche Herbishofen, Herbishofen             | D-7-8027-0128 | weitere Bilder          |